# موكب يوم نصر موسكو 2016

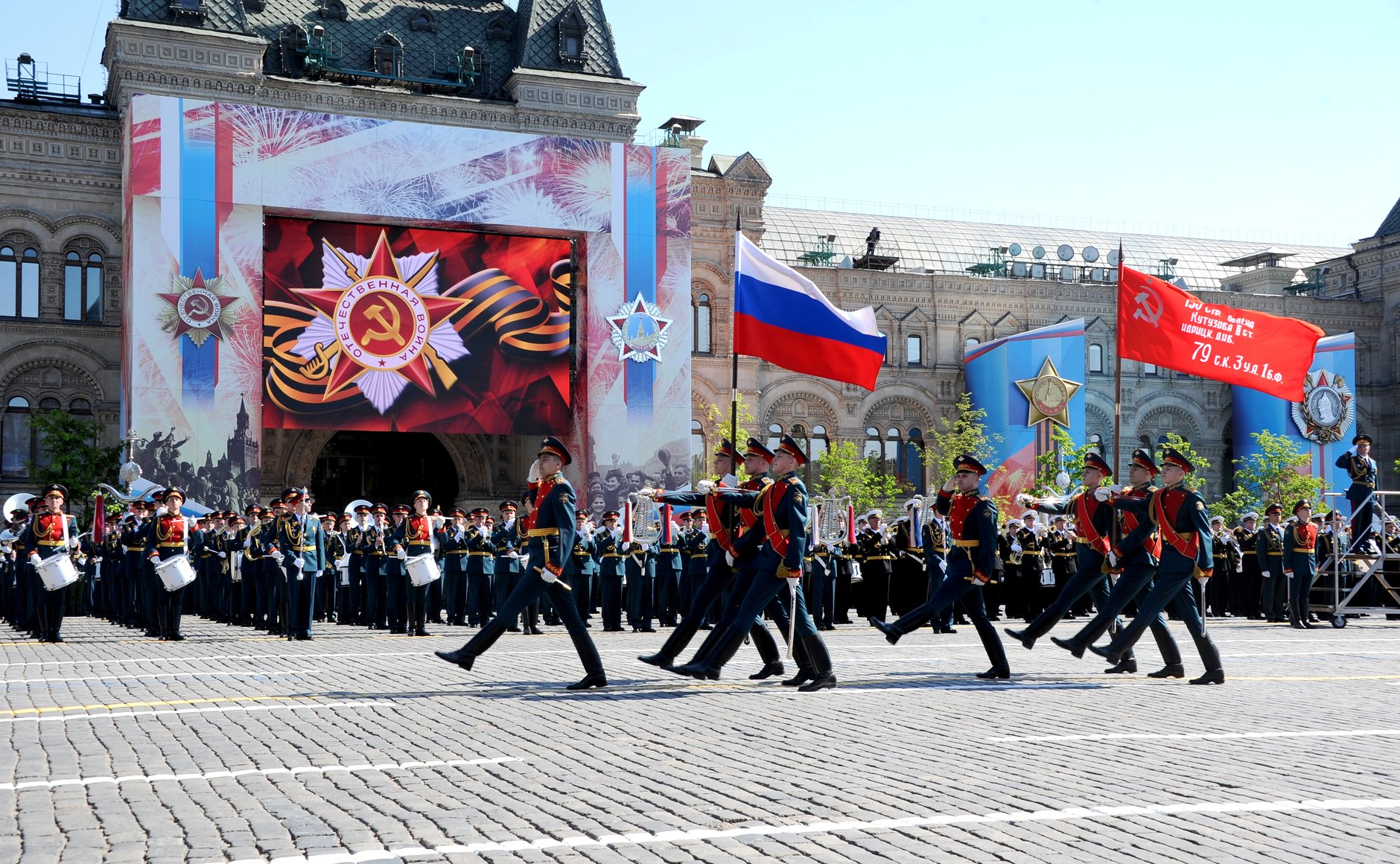

موكب يوم النصر في موسكو 2016 هو إستعراض عسكري تم يوم 9 مايو 2016 لإحياء الذكرى 71 لانتصار الاتحاد السوفياتي على ألمانيا النازية في عام 1945. وقد شارك ولأول مرة فوج نسائي روسي تابع لجامعة وزارة الدفاع الروسية في عرض موكب عيد النصر. وألقى رئيس روسيا فلاديمير بوتين هذا البيان ونصه كالآتي:
نحيى المحاربين القدماء والجيش والشعب الروسي وفي هذا اليوم تجمعنا مشاعر الامتنان لآبائنا وأجدادنا مع خالص شكرنالمن هم في الصفوف الأمامية وإلى جانبنا ونجاهر اليوم بفخرنا ولا نخفى دموع فرحتنا ولذلك ننحنى في هذا اليوم العظيم تخليدا لذكرى جميع من لم يعودوا من هذه الحرب ومن هم ليسوا معنا في هذه اللحظات التاريخية وجنودنا وضباط روسيا المعاصرون الذين أثبتوا أنهم أهل ليكونوا ورثة لأبطال الحرب الوطنية العظمى وهم يواصلون الدفاع عن مصالح بلادهم بشرف وتضحية وإننى على يقين تام بأن المحاربين القدماء فخورون بأحفادهم وأبناء أحفادهم الذين لن يخذلونا أبدا وسوف يقتادون على الدوام بالنصر العظيم وبمأثر جيل المنتصرين البواسل.

## مقالات ذات صلة
- عيد النصر على النازية